# Моране

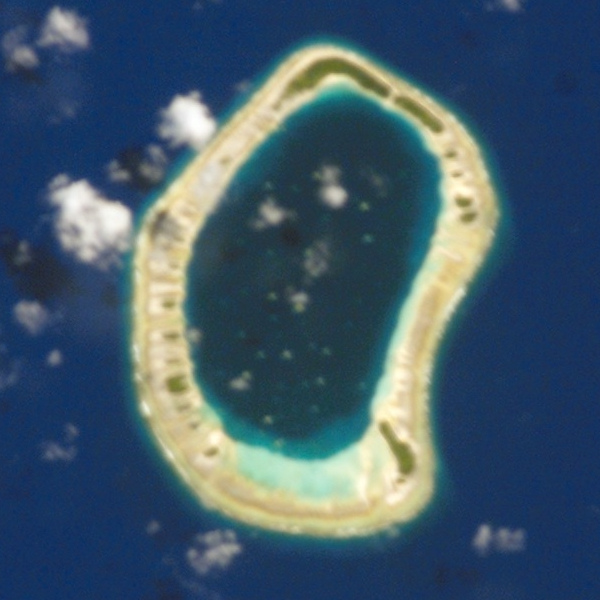
Космический снимок атолла.

Моране (фр. Morane) — атолл в архипелаге Туамоту (Французская Полинезия). Расположен в 110 км к западу от острова Мангарева.

## География
В центре острова расположена лагуна. Моране состоит из трёх небольших моту, покрытых зарослями пандануса и кокосовой пальмы.

## Административное деление
Административно входит в состав коммуны Гамбье.

## Население
В 2007 году атолл был необитаем, хотя время от времени его посещали жители других островов.